# Minéral nominalement anhydre
Un minéral nominalement anhydre (NAM, pour l'anglais nominally anhydrous mineral) est un minéral qui ne contiendrait pas d'eau s'il était pur mais qui en comporte un tout petit peu sous la forme de défauts cristallins, suffisamment pour devoir être pris en considération (pour les propriétés du minéral ou pour d'autres conséquences comme le cycle de l'eau).

## Histoire
L'intérêt pour les minéraux nominalement anhydres commence en 1960 avec la découverte, par spectroscopie infrarouge à transformée de Fourier, de la présence de groupes hydroxyles OH dans le quartz SiO2, un minéral important en géologie et dans l'industrie. De l'eau moléculaire H2O est identifiée au sein de la cordiérite Al3Mg2AlSi5O18 en 1964, et du béryl Be3Al2Si6O18 en 1967. La présence de groupes OH ou H2O est démontrée ensuite dans de nombreux autres minéraux, et notamment en 1969 dans le minéral le plus abondant du manteau supérieur, l'olivine (Mg,Fe)2SiO4, ce qui pose le problème de la présence possible d'une quantité significative d'eau dans la Terre profonde.

## Exemples
En 2021, la teneur en eau de onze grains d'orthopyroxènes de référence a été mesurée précisément : d'indétectable à 249 ± 6 µg/g H2O. Divers échantillons d'orthopyroxène extraits de péridotites à spinelle d'altération variable (provenant des dorsales atlantique et arctique ainsi que de l'avant-arc (en) Izu-Bonin-Mariannes) ont ensuite été analysés avec la même technique : leurs teneurs en eau vont de 68 ± 7 à 261 ± 11 µg/g H2O et sont fortement corrélées avec leurs teneurs en Al2O3 et Cr2O3.

## Structure
Les techniques de spectrométrie infrarouge permettent de distinguer les minéraux dans lesquels des molécules d'eau s'insèrent dans des cavités de la structure cristalline, comme le béryl, de ceux dans lesquels des groupes OH « décorent » des défauts ponctuels, sont chimiquement liés au réseau cristallin, et ont en général une orientation privilégiée. On réserve plutôt à ces derniers la qualification de minéraux nominalement anhydres.

## Propriétés
La présence d'hydrogène lié au réseau cristallin via les groupes OH a de nombreuses conséquences, même à de très faibles concentrations (typiquement, quelques dizaines ou centaines de ppm). L'un des principaux effets est une forte baisse de la rigidité et une nette facilitation de la déformation plastique, un phénomène connu sous le nom anglais de water weakening (« fragilisation due à l'eau »). Particulièrement notable pour le quartz, cet effet est également significatif pour différents silicates dont l'olivine, avec d'importantes conséquences pour la convection du manteau supérieur.
La présence d'hydrogène a aussi pour effet d’augmenter la conductivité électrique, d'accélérer la diffusion des éléments majeurs,, d'abaisser la température du solidus et de modifier, dans un sens ou dans un autre, la pression (donc la profondeur, dans le manteau) des autres transitions de phase.